# Насибаш
Насиба́ш (баш. Нәсибаш) — село в Салаватском районе Республики Башкортостан Российской Федерации. Административный центр Насибашевского сельсовета.

## География

### Географическое положение
Протекает река Наси.
Расстояние до:
- районного центра (Малояз): 15 км,
- ближайшей ж/д станции (Мурсалимкино): 30 км.

## Население
| 2002 | 2009  | 2010 | 2012 | 2013 | 2014 | 2015 |
| ---- | ----- | ---- | ---- | ---- | ---- | ---- |
| 1323 | ↘1116 | ↘951 | ↘926 | ↘915 | ↘885 | ↘854 |
| 2016 | 2017  |      |      |      |      |      |
| ↘845 | ↘803  |      |      |      |      |      |

### Национальный состав
Согласно переписи 2002 года, преобладающие национальности — татары (72 %), башкиры (26 %).

## Известные уроженцы
- Львов, Михаил Давыдович (1918—1988) — советский поэт и переводчик.